# John Dennis Corriveau
John Dennis Corriveau (Zurich, 27 giugno 1941) è un vescovo cattolico canadese.

## Biografia
Nasce a Zurich, in Ontario il 27 giugno 1941. Deciso a diventare sacerdote secolare, è attratto da un suo cugino, padre redentorista, a scegliere la vita religiosa tra i figli di San Francesco. Entra quindi nel seminario minore dei cappuccini di Blenheim e prosegue gli studi negli Stati Uniti. Nel 1960 emette i voti temporanei e nel 1963 quelli perpetui.
Nel 1965 è ordinato sacerdote. Dal 1971 al 1977 è ministro provinciale dei cappuccini del Canada Centrale e successivamente, dal 1980 al 1989 ricopre l'incarico di definitore generale dell'Ordine a Roma e rappresentante delle province anglofone dei frati minori cappuccini. Dal 1989 al 1994 ricopre nuovamente la carica di ministro provinciale dei Cappuccini del Canada Centrale.
Dal 1994 al 2006 è il 71º ministro generale dei Frati Minori Cappuccini.
L'8 luglio 2006, riceve dall'Accademia Bonifaciana di Anagni la IV edizione del Premio Internazionale Bonifacio VIII "...per una cultura della Pace...".
Il 30 novembre 2007 papa Benedetto XVI lo nomina vescovo di Nelson. Il 30 gennaio 2008 a Kelowna riceve l'ordinazione episcopale per l'imposizione delle mani dell'arcivescovo Luigi Ventura, nunzio apostolico in Canada.
Il 13 febbraio 2018 papa Francesco accoglie la sua rinuncia al governo pastorale della diocesi per raggiunti limiti di età.

## Genealogia episcopale
La genealogia episcopale è:
- Cardinale Scipione Rebiba
- Cardinale Giulio Antonio Santori
- Cardinale Girolamo Bernerio, O.P.
- Arcivescovo Galeazzo Sanvitale
- Cardinale Ludovico Ludovisi
- Cardinale Luigi Caetani
- Cardinale Ulderico Carpegna
- Cardinale Paluzzo Paluzzi Altieri degli Albertoni
- Papa Benedetto XIII
- Papa Benedetto XIV
- Papa Clemente XIII
- Cardinale Marcantonio Colonna
- Cardinale Giacinto Sigismondo Gerdil, B.
- Cardinale Giulio Maria della Somaglia
- Cardinale Carlo Odescalchi, S.I.
- Vescovo Eugène-Charles-Joseph de Mazenod, O.M.I.
- Cardinale Joseph Hippolyte Guibert, O.M.I.
- Cardinale François-Marie-Benjamin Richard de la Vergne
- Cardinale Pietro Gasparri
- Cardinale Clemente Micara
- Cardinale Antonio Samorè
- Cardinale Angelo Sodano
- Arcivescovo Luigi Ventura
- Vescovo John Dennis Corriveau, O.F.M.Cap.